# Lieuwe Dirk Boonstra
Lieuwe Dirk Boonstra, née en 1905 à Volksrust et mort en 1975 au Cap, est un paléontologue sud-africain dont les travaux sont principalement concentrés sur les restes fossiles de thérapsides, qui sont communs dans le Karoo. Il est l'auteur d'un grand nombre d'articles sur les thérapsides et les paréiasaures, et a décrit et révisé un certain nombre d'espèces.

## Travaux
En 1927, Boonstra est nommé assistant paléontologue du musée sud-africain (en) et promu paléontologue en 1931. Il reste au musée jusqu'à sa retraite en 1972. Il a été l'unique conservateur de la collection de fossiles de vertébrés du Karoo du musée pendant 45 ans.

## Récompenses
Il reçoit la bourse Queen Victoria de l'Université de Stellenbosch et a reçu le prix Garden de biologie de l'Académie suédo-africaine en 1959.

## Publications
Le volume 64 des Annals of the South African Museum, publié en 1974 est consacré à Boonstra. Les 88 publications et livres qu'il a écrits entre 1928 et 1969 y sont d'ailleurs répertoriés.